# 藤岡站
藤岡站（日语：／ Fujioka eki */?）是日本栃木縣栃木市藤岡町藤岡的東武鐵道日光線車站。車站編號TN 08。

## 年表
- 1929年（昭和4年）4月1日 - 開業。
- 2012年（平成24年）3月17日 - 導入車站編號TN 08。

## 車站構造

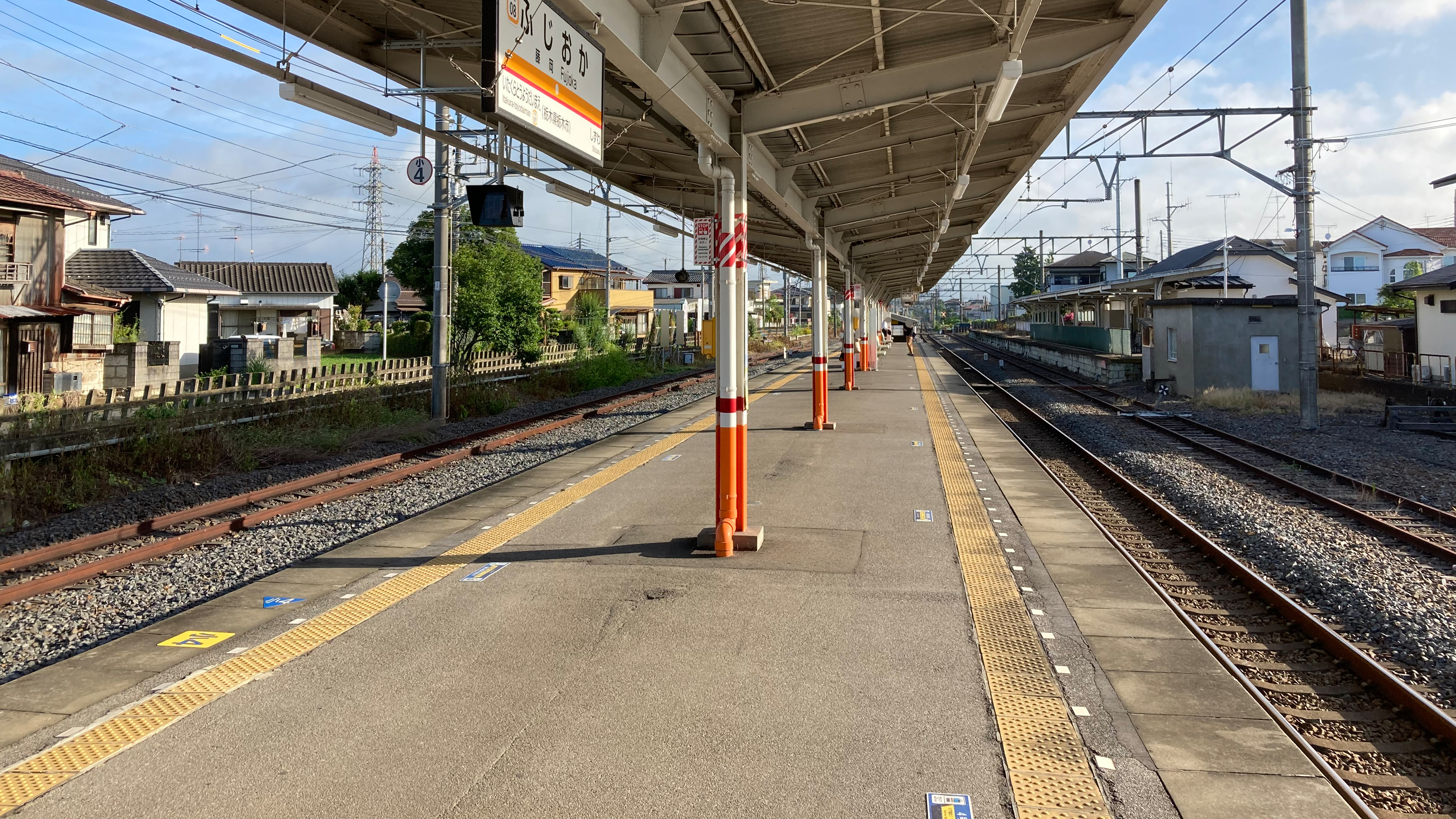
月台（2021年8月）

本站是島式月台1面2線地面車站。站內設有PASMO對應自動驗票閘門。站房在線路東側，有地下道通往月台。
過去的舊1號線是上行待避線與本站起訖列車折返使用。舊2號線（現在的1號線）是上行本線。舊3號線（現在的2號線）是下行待避線。舊3號線外側有下行通過線，呈島式月台2面4線構造。準急（現在的區間急行）會在本站待避特急「華嚴」「鬼怒」與當時的急行「湯之里」「南會津」。也有本站折返往淺草方向的普通列車與直通東武宇都宮線的普通列車。1997年3月25日改點後的待避改至同日開業的板倉東洋大前站進行，本站成為現行的1面2線形態。本站始發的東武宇都宮線直通普通列車也改從南栗橋始發。站房側未使用的月台就是過去的舊1號線。
站房旁有保線區，往舊1號線的殘存線路現用來停放保線機械。

### 月台配置
| 月台 | 路線   | 方向 | 目的地                                                           |
| ---- | ------ | ---- | ---------------------------------------------------------------- |
| 1    | 日光線 | 上行 | 南栗橋、東武動物公園、 東武晴空塔線 北千住、東京晴空塔、淺草方向 |
| 2    | 日光線 | 下行 | 新栃木、東武日光、 鬼怒川線 鬼怒川溫泉、 宇都宮線 東武宇都宮方向 |

- 上述路線名使用旅客資訊上的名稱（「東武晴空塔線」為愛稱）。
- 2013年3月16日改點起本站不再停靠區間快速，本站往東武動物公園方向的直通車也在2017年4月21日改點起取消。因此本站要往返東武動物公園、東武晴空塔線、半藏門線、日比谷線方向須在南栗橋車站轉乘。

## 使用情況
2018年度1日平均上下車人次為1,462人。
近年1日平均上下車、上車人次變化如下。
| 年度               | 1日平均 上下車人次 |
| ------------------ | ------------------ |
| 1998年（平成10年） | 2,578              |
| 1999年（平成11年） | 2,447              |
| 2000年（平成12年） | 2,457              |
| 2001年（平成13年） | 2,362              |
| 2002年（平成14年） | 2,262              |
| 2003年（平成15年） | 2,154              |
| 2004年（平成16年） | 2,120              |
| 2005年（平成17年） | 2,080              |
| 2006年（平成18年） | 1,989              |
| 2007年（平成19年） | 1,960              |
| 2008年（平成20年） | 1,938              |
| 2009年（平成21年） | 1,798              |
| 2010年（平成22年） | 1,719              |
| 2011年（平成23年） | 1,688              |
| 2012年（平成24年） | 1,685              |
| 2013年（平成25年） | 1,619              |
| 2014年（平成26年） | 1,538              |
| 2015年（平成27年） | 1,533              |
| 2016年（平成28年） | 1,479              |
| 2017年（平成29年） | 1,432              |
| 2018年（平成30年） | 1,462              |

## 車站周邊
- 栃木市役所藤岡綜合支所
- 栃木市藤岡文化會館
- 栃木市藤岡圖書館
- 栃木市藤岡綜合體育館
- 栃木市藤岡歷史民俗資料館
- 栃木警察署藤岡交番
- 栃木市消防署藤岡分署（日语：栃木市消防本部）
- 藤岡郵便局
- 栃木市立藤岡小學校
- 渡良瀨川
- 渡良瀨運動公園
- 渡良瀨遊水地（日语：渡良瀬遊水地）

## 路線巴士
| 乘車處 | 系統   | 主要行經地                                                                         | 目的地                  | 運行業者     | 備註       |
| ------ | ------ | ---------------------------------------------------------------------------------- | ----------------------- | ------------ | ---------- |
| 藤岡站 | 藤岡線 | 藤岡綜合支所、道之驛三毳、新大平下站、大平下站、CAINZ MALL、栃木站南口             | York-Benimaru栃木祝町店 | 栃木市營巴士 |            |
| 藤岡站 | 藤岡線 | 原向高間公民館前                                                                   | 道之驛北川邊            | 栃木市營巴士 | 平日運行   |
| 藤岡站 | 藤岡線 | 原向高間公民館前                                                                   | 谷中湖                  | 栃木市營巴士 | 週六日運行 |
| 藤岡站 | 部屋線 | 藤岡綜合支所、部屋出張所、YUYU PLAZA、新大平下站、大平下站、CAINZ MALL、栃木女子高 | 栃木站                  | 栃木市營巴士 |            |

## 相鄰車站
東武鐵道
 日光線
■急行、■區間急行
通過
■普通
板倉東洋大前（TN 07）－藤岡（TN 08）－靜和（TN 09）
北站 - 靜和間是東武鐵道站間營業里程最長的區間（7.8 km）。

## 外部連結
- 藤岡（車站資訊） - 東武鐵道